# Josep Emili Donato i Folch
Josep Emili Donato i Folch (Figueres, 1934) és un arquitecte català.
El 1960 es va llicenciar a l'Escola Tècnica Superior d'Arquitectura de Barcelona, on va ser professor i es va doctorar el 1971. Inicialment tingué estudi a Eivissa amb Raimon Torres i Antoni Miró i posteriorment despatx propi a Barcelona. Va ser director de la revista Quaderns del 1969 al 1972.

## Obres rellevants
- 1966 - Casa Mestres. L'Ametlla de Mar.
- 1973-75 - Urbanització de les Arcades. Montblanc
- 1977 - Casa Ribera. Vallromanes.
- 1982 - Escola Eduard Fontseré (Escola Teixonera). Barcelona[3]
- 1988 - Grup Baró de Viver. Barcelona.
- 1991 - C.A.P. Sant Ildefons. Cornellà de Llobregat.
- 1992 - Residència Teixonera. Barcelona.
- 2007 - Hospital Universitari d'Igualada.